# Schismatoglottis lingua
Schismatoglottis lingua är en kallaväxtart som beskrevs av Alistair Hay. Schismatoglottis lingua ingår i släktet Schismatoglottis och familjen kallaväxter. Inga underarter finns listade.